# 에릭 라이블리
에릭 라이블리(Eric Lively, 1981년 7월 31일 ~ )는 미국의 배우이다.

## 출연 작품
- BFFs (2014)
- 어 마디아 크리스마스 (2013)
- 코버트 어페어즈 1 (2010)
- 딥 윈터 (2008)
- 24: 리뎀프션 (2008)
- 라이브! (2007)
- 섹스와 아침 (2007)
- 브리드 (2006)
- 나비 효과 2 (2006)
- 스피크 (2004)
- L워드 시즌1 (2004)
- 업라이징 (2001)
- 아메리칸 파이 (1999)
- 암드 앤 이노센트 (1994)